# Glaubensartikel (Mormonentum)
Als die Glaubensartikel des Mormonentums wird ein Glaubensbekenntnis von Joseph Smith bezeichnet. Der Religionsgründer und Prophet Smith formulierte die Glaubensartikel 1842 in einem Brief an den Herausgeber des Chicago Democrat John Wentworth. Sie erschienen zuerst in der mormonischen Zeitung Times and Seasons. Die Glaubensartikel sind eine kurze Zusammenfassung von dreizehn fundamentalen Lehren des Mormonentum. Die meisten mormonischen Kirchen sehen die Glaubensartikel als  Erklärungen der theologischen Grundlagen des Mormonentum. Einige Kirchen, wie zum Beispiel die Kirche Jesu Christi der Heiligen der Letzten Tage, haben die Glaubensartikel als heilige Schrift übernommen (siehe Köstliche Perle).

## Wortlaut
Die Glaubensartikel sind hier wiedergegeben:

### Artikel 1–4
Die Artikel eins bis vier heißen folgendermaßen:

„1. Wir glauben an Gott, den Ewigen Vater, und an seinen Sohn, Jesus Christus, und an den Heiligen Geist.
2. Wir glauben, dass der Mensch für seine eigenen Sünden bestraft werden wird und nicht für die Übertretungen Adams.
3. Wir glauben, dass durch das Sühnopfer Christi alle Menschen errettet werden können, indem sie die Gesetze und Verordnungen des Evangeliums befolgen.
4. Wir glauben, dass die ersten Grundsätze und Verordnungen des Evangeliums sind: erstens der Glaube an den Herrn Jesus Christus; zweitens die Umkehr; drittens die Taufe durch Untertauchen zur Sündenvergebung; viertens das Händeauflegen zur Gabe des Heiligen Geistes.“

Die ersten vier Artikel beschreiben die theologische Basis des Mormonentums. Der erste beschreibt die Ablehnung der Dreifaltigkeit, der zweite verurteilt besonders die Erbsünde, der dritte beschreibt den Glauben an die Sühne, und der vierte beschreibt die Sakramente des Glaubens.

### Artikel 5–6
Der fünfte und sechste Artikel beschreiben, wie die Kirche organisiert werden soll:

„5. Wir glauben, dass man durch Prophezeiung und das Händeauflegen derer, die Vollmacht dazu haben, von Gott berufen werden muss, um das Evangelium zu predigen und seine heiligen Handlungen zu vollziehen.
6. Wir glauben an die gleiche Organisation, wie sie in der Urkirche bestanden hat, nämlich Apostel, Propheten, Hirten, Lehrer, Evangelisten usw.“

### Artikel 7–9
Die Artikel 7 bis 9 erklären die Quellen der Offenbarung: Gaben des Heiligen Geistes, in der Bibel und dem Buch Mormon, weitergehende Offenbarungen.

„7. Wir glauben an die Gabe der Zungenrede, Prophezeiung, Offenbarung, der Visionen, der Heilung, Auslegung der Zungenrede usw.
8. Wir glauben, dass die Bibel, soweit richtig übersetzt, das Wort Gottes ist; wir glauben auch, dass das Buch Mormon das Wort Gottes ist.
9. Wir glauben alles, was Gott offenbart hat, und alles, was er jetzt offenbart; und wir glauben, dass er noch viel Großes und Wichtiges offenbaren wird, was das Reich Gottes betrifft.“

### Artikel 10–12
Die Artikel 10 bis 12 beschreiben die Sammlung Israels, etablieren eine Ethik für Religionsfreiheit und angemessenes Verhalten der Kirchenmitglieder in der Gesellschaft:

„10. Wir glauben an die buchstäbliche Sammlung Israels und die Wiederherstellung der Zehn Stämme, dass Zion (das Neue Jerusalem) auf diesem [d. h. dem amerikanischen] Kontinent errichtet werden wird, dass Christus persönlich auf der Erde regieren wird und dass die Erde erneuert werden und ihre paradiesische Herrlichkeit empfangen wird.
11. Wir beanspruchen das Recht, den Allmächtigen Gott zu verehren, wie es uns das eigene Gewissen gebietet, und gestehen allen Menschen das gleiche Recht zu, mögen sie verehren, wie oder wo oder was sie wollen.
12. Wir glauben, dass es recht ist, Königen, Präsidenten, Herrschern und Obrigkeiten untertan zu sein und dem Gesetz zu gehorchen, es zu achten und für es einzutreten.“

### Artikel 13
Der Artikel 13 beschreibt wie man sich selber verhalten soll. Die Anspielung auf die „Ermahnung des Paulus“ soll (Phil 4,8 ) sein.

„13. Wir glauben, dass es recht ist, ehrlich, treu, keusch, gütig und tugendhaft zu sein und allen Menschen Gutes zu tun; ja, wir können sagen, dass wir der Ermahnung des Paulus folgen – Wir glauben alles, wir hoffen alles, wir haben viel ertragen und hoffen, alles ertragen zu können. Wenn es etwas Tugendhaftes oder Liebenswertes gibt, wenn etwas guten Klang hat oder lobenswert ist, so trachten wir danach.“

## Referenzen
- L. Tom Perry: The Doctrines and Principles Contained in the Articles of Faith. November 2013 (englisch).
- Joseph Smith: Church History [Wentworth Letter]. In: Times and Seasons. 3. Jahrgang, Nr. 9, 1. März 1842, S. 706–710 (englisch, centerplace.org).
- John W. Welch, David J. Whittaker: 'We Believe…': Development of the Articles of Faith. In: Ensign. September 1979 (englisch).
- David J. Whittaker: New Views of Mormon History: Essays in Honor of Leonard J. Arrington. University of Utah Press, Salt Lake City, Utah 1987, The 'Articles of Faith' in Early Mormon Literature and Thought (englisch).
- Dan Vogel, Scott C. Dunn: 'The Tongue of Angels': Glossolalia among Mormonism's Founders. In: Journal of Mormon History. 19. Jahrgang, Nr. 2, 1993, S. 1–34 (englisch, utah.edu).

## Weitere Literatur
- Glaubensartikel in der Enzyklopädie des Mormonismus